# Monti Neri
I Monti Neri sono una catena montuosa situata in Bhutan.
Posti a meridione della catena Himalayana, tagliano da nord a sud il paese in due parti e creano una barriera tra il Bhutan occidentale ed il Bhutan orientale, formando uno spartiacque tra i due bacini idrografici del Mo Chhu e Drangme Chhu.
L'altezza varia tra i 700 metri della sezione meridionale, ed i 4.600 metri della sezione settentrionale, culminando con la vetta del Dungshinggang, noto anche come monte Jow Durshing, a 4617 metri di quota.
I Monti Neri costituiscono un parco nazionale, il Jigme Singye Wangchuck National Park. La zona è sempre stata considerata sacra dalle popolazioni locali. Recentemente è stato concesso l'accesso prima agli appassionati di bird watching, poi agli escursionisti; rimane comunque proibito accedere alle zone più prossime alle vette.